# Marmora
Marmora é uma comuna italiana da região do Piemonte, província de Cuneo, com cerca de 99 habitantes. Estende-se por uma área de 41 km², tendo uma densidade populacional de 2 hab/km². Faz fronteira com Canosio, Castelmagno, Celle di Macra, Demonte, Macra, Prazzo, Sambuco, Stroppo.

## Demografia
| Variação demográfica do município entre 1861 e 2011                               |
|                                                                                   |
| Fonte: Istituto Nazionale di Statistica (ISTAT) - Elaboração gráfica da Wikipedia |